# Jean Haurie Nebout
Jean Haurie Nebout (Vielleségure, Francia, 1719 – Jerez de la Frontera, 1794) fue un agente de comercio, empresario y bodeguero jerezano de origen francés quien llegó como refugiado a Jerez en el año 1740 para comenzar una incesante actividad comercial en la ciudad. Más tarde se unirían otros parientes y compatriotas como Pemartín, Domecq y Lacoste, cuyos trabajos, además del propio Haurie, serían fundamentales para la reactivación del negocio del Vino de Jerez en el siglo XVIII.  

## Biografía
Inició dicha actividad abriendo un pequeño comercio de panadería, sedas y lienzos en la Plaza Plateros, sin embargo, fue en el año 1745 cuando se incorpora a la gestión de la bodega que había fundado en el año 1730 su amigo Patrick Murphy en las inmediaciones de las calles San Blas y San Ildefonso, cuyo negocio se convertiría más tarde en las Bodegas Pedro Domecq, actualmente Bodegas Fundador. Tras el fallecimiento de Patrick Murphy en 1764, soltero y sin descendencia, según su último testamento firmado el 18 de julio de 1764, tan sólo tres días antes de su muerte, Jean Haurie heredó sus negocios junto a Juan Pedro Lacostra (pudiendo hacer referencia a Juan Pedro Lacoste o Jean Lacoste). Aunque aún no se han hallado registros históricos al respecto, es posible que Haurie pudiese llegar a algún acuerdo con Lacoste para adquirir la participación heredada de Murphy y terminase apropiándose de todas las propiedades de su amigo, incluidas las viñas de Macharnudo y Carrascal. Haurie continuó ampliando sus propiedades, entre ellas varias fincas rústicas, como las viñas de Almocadén, y fincas urbanas donde instaló un taller de tonelería. Al mismo tiempo, siguió incrementando sus ventas y exportaciones de vino, convirtiendo el negocio en el más próspero y reconocido de Jerez a finales del siglo XVIII. En las estadísticas de exportación de Vinos de Jerez del año 1798, basadas en un documento histórico en posesión de J.M. Rivero, aparece como primer exportador del marco con unas cantidades de 143.461 arrobas, seguido de Jacob Gordon con 114.820 arrobas y Pedro Beigbeder con 64.717 arrobas.

Consiguió integrar verticalmente todo el proceso productivo y comercial de los Vinos de Jerez: producción de uvas, elaboración de vinos y su comercialización exterior a través de una agencia británica. Por tanto, fue cosechero (viticultor), bodeguero (criador de vinos) y extractor (exportador), algo que ningún otro empresario había conseguido hasta ese momento. Para ello, Haurie decidió sacar su negocio de las ordenanzas del Gremio de Vinatería de Jerez (órgano similar en la actualidad al Consejo Regulador). En aquel momento, los gremios vinateros imponían fuertes restricciones a los extractores y establecían, en otras normas, que los productos vínicos a elaborar debían ser mostos y vinos jóvenes del año, que habrían de venderse por encima de los precios mínimos fijados para cada cosecha y, más importante aún, que prohibían el almacenamiento de vino a los cosecheros acaudalados. De esta manera, el vino no envejecía lo suficiente y el comercio se perdió por falta de existencias y el retraso en preparar los cabeceos de los vinos que se iban a exportar.

Frente a este sistema, Haurie planteó la alternativa de un nuevo y novedoso sistema agroindustrial y liberal para la vitivinicultura del marco: defendió y practicó la elaboración de productos vínicos acabados, esto es, de vinos envejecidos y preparados al gusto de los consumidores finales. Su modelo proponía además la libertad de precios y, contra las normas del Gremio, la venta de vinos a lo largo de todo el año. Pero la base de este nuevo sistema agroindustrial y liberal estaba en la constitución de nuevos tipos de empresas que fueran capaces de desarrollarlo. Por un lado, las bodegas extractoras (criadoras y exportadoras de sus vinos) y las bodegas almacenistas (sólo criadoras) que vendían sus vinos a los extractores y al comercio local pero nunca exportaban. En 1772 encabezó una campaña de recogida de firmas entre los pequeños cosecheros solicitando la supresión del gremio. Y un año después, el 5 de mayo, Haurie daba un paso definitivo presentando ante el Consejo de Castilla una solicitud formal de supresión del Gremio de la Vinatería de Jerez. Se produjo entonces un pleito con disputas muy tensas entre los partidarios de la vitivinicultura comercializada y, de otra parte, de la agroindustria vinatera. Se conoció como el pleito Haurie, lo que le reconocía como principal promotor de la causa contra las restricciones impuestas por el gremio. Finalmente, Haurie consiguió su propósito y una Real Orden de 1778 liberalizó la producción y el comercio de vinos en todo el país, invalidando las ordenanzas de “cosechería” de Jerez. De esta manera, la modernización de la viticultura y vinicultura del Marco se adelantó (seis o siete décadas) a la disolución del gremialismo en el país en 1834.

Este pleito le permitió adquirir cierto liderazgo y prestigio entre la burguesía jerezana, a la que había dado la solución a sus problemas. Como líder de un importante grupo de la burguesía jerezana, podría ser considerado como un político pre-liberal, comprometido en la acción política, que participó en sociedades económicas y logró hacerse con las diputaciones y personerías del Común (similar al Defensor del Pueblo actual). Como diputado del Común (Defensor del Pueblo), Jean Haurie se ocupó de otros asuntos: la renovación de la educación de los niños expósitos (huérfanos y abandonados), la mejora de las condiciones de los encarcelados, la reducción de los tiempos de los procesos judiciales, la exención a los vecinos de la obligación de alojar a tropas en sus domicilios y otras mejoras, aunque su mejor aportación fue la empresarial y política, porque la transformación de la vitivinicultura jerezana fue un asunto de política de Estado con alcance internacional.

En 1791 Haurie incluyó en el negocio a sus cinco sobrinos, Juan José, Juan Pedro y Juan Luis Haurie Puzzein (hijos de su hermano Pedro), Juan Carlos Haurie Laborde (hijo de su hermano Juan Pedro) y Pedro Lembeye Haurie (hijo de su hermana María y Arnald Lembeye), renombrando la compañía como “Juan Haurie y Sobrinos”. Tras el fallecimiento de Jean Haurie en 1794, la empresa es dirigida por su sobrino Juan José Haurie Puzzein con la colaboración de sus primos quienes seguían trabajando en la compañía y finalmente en solitario por Juan Carlos Haurie Laborde. El testamento de la herencia tenía dos condiciones: disolver la sociedad Juan Haurie y Sobrinos y fundar otra nueva por veinticinco años que se disolvería al cumplir los mismos o antes si hubiesen fallecido cuatro de los titulares.

Según el historiador Javier Maldonado Rosso, Jean Haurie había reunido al final de su vida ciento cincuenta y dos aranzadas de viñedo y levantado grandes bodegas de envejecimiento de vinos. Su negocio continuó más tarde bajo la firma Pedro Domecq (actualmente Bodegas Fundador), pero lo más destacado es que la transformación que encabezó es una de las manifestaciones más interesantes, en los ámbitos económico, jurídico y político del Antiguo Régimen al capitalismo en España.